# Lokossa
Lokossa è una città situata nel dipartimento di Mono nello Stato del Benin con 86 275 abitanti (stima 2006).